# 전일본 대학 야구 연맹
재단법인 전일본 대학 야구 연맹(일본어: 財団法人全日本大学野球連盟, 영어: Japan University Baseball Federation)은 일본의 대학 경식 야구부의 총괄 조직으로 26개의 대학 야구 연맹이 산하에 소속되어 있다. 재단법인 일본 고등학교 야구 연맹과 함께 상부 조직으로서 재단법인 일본 학생 야구 협회를 구성하고 있다.

## 개요
제2차 세계 대전의 종결 이후 학제 개혁에 의해 탄생한 신제 대학의 야구 조직을 통괄하기 위한 목적으로 1947년에 전국 신제 대학 야구 연맹이 결성되었다. 이것은 전쟁 이전에 존재했던 '일본 고등학교 야구 연맹'이나 '일본 전문학교 야구 연맹'(이상의 두 연맹은 전후 설립된 동명의 연맹과는 다르다), '일본 사범학교 야구 연맹'이 해소하여 개편된 것이다.
한편 전쟁 전부터 계속된 구제 대학은 각 연맹에서 자체적으로 운영하고 있었으나 1947년에 통일된 대학 야구 대회를 개최하자는 목소리가 높아져 도쿄 6대학 야구 연맹, 도토 대학 야구 연맹, 구 간사이 6대학 야구 연맹의 구제 대학 3연맹은 전국 대학 야구 연맹을 결성했다. 이 조직은 동년부터 3연맹의 대표가 대전해 대학 야구 왕좌 결정전을 실시하고 있었다.
어느 연맹도 이미 전후 결성된 일본 학생 야구 협회 아래의 조직으로 속해있었지만, 대학 야구의 전국적인 통일 조직을 만들자는 움직임에 구제 대학 3연맹 측은 이를 고사했다. 이에 대해서는 전후에 만들어진 많은 신제 대학의 다른 연맹과 같은 취급을 받고 싶지 않는다는 자부심의 생각과 자신의 의지를 벗어난 조직으로 독립성을 위협받고 싶지 않다는 전통을 과시한 측면이 있다고 알려져 있다.
1952년 1월, 결국 구제 3연맹 측에서 "이해를 보여 협력한다"는 입장을 취하며 간신히 전국적인 통일 조직이 결성되게 되었다. 같은 해에는 전국 대학 야구 연맹과 전국 신제 대학 야구 연맹이 각각 해소한 뒤 그 위에 합병을 하는 형태로 새로운 전국 대학 야구 연맹이 발족했다. 합병 시에는 기존의 신제 대학 야구 연맹 측이 전국을 지역별로 나눈 지구 운영을 편성하고 있었으므로 운영상 그대로의 형태로 전환시킨 것이 새로운 조직으로의 개편에 혼란이 적었기 때문에 구래의 신제 대학 야구 연맹에 소속해 있던 지역에는 그들을 약간 수정한 형태로 지구 연맹으로 운영이 채택되었다. 한편, 구제 대학부터 3연맹은 원래 독립성이 높았고 전국 조직 개편의 교섭 단계에서 협력을 청한 입장이 존중되어 전일본 대학 야구 선수권 대회에서 나뉜 지구에 통합되지 않는 각각의 단독 출전권을 갖게 되었다. 1952년 8월에 개최된 제1회 전일본 대학 야구 선수권 대회 실시 당시의 조직은 아래와 같다.
덧붙여 1회 대회 당시 구제 대학 3연맹 이외의 각 지역의 예선의 대부분이 신제 대학 야구 연맹 시대의 지역 예선을 답습한 임시 운영 아래에서 행해졌다. 이어지는 각 지역 연맹의 총괄 조직으로 운영 강화는 이후 점차 정비되어 갔다 (각 지역의 대학 야구에 대한 온도차 등의 사정에 의해 진도는 가지각색이었다). 또한 연맹 발족 당시에는 기존의 전국 대학 야구 연맹의 명칭을 그대로 계승했지만 제2회 선수권 대회의 중간에 현재의 명칭인 전일본 대학 야구 연맹으로 정식적으로 수정되었다.
- 도쿄 6대학 야구 연맹
- 도토 대학 야구 연맹
- 구 간사이 6대학 야구 연맹
- 홋카이도·도호쿠 지구(이후 북부 지구 대학 야구 연맹)
- 간토 지구(이후 동부 지구 대학 야구 연맹)
  - 도쿄 신제 대학 야구 연맹
  - 가나가와 대학 야구 연맹
- 도카이 지구(이후 호쿠리쿠 지구를 추가해 중부 지구 대학 야구 연맹)
  - 아이치 대학 야구 연맹
- 긴키 주고쿠 시코쿠 지구(이후 서부 지구 대학 야구 연맹)
  - 교토 6대학 야구 연맹
  - 긴키 대학 야구 연맹
  - 시코쿠 지역 대학 야구 연맹
- 규슈 지구

신제 대학 야구 연맹에서 이행된 연맹 중에선 처음부터 구제 대학 연맹과 같이 독자성을 발휘한 운영을 지휘하고 있던 연맹이 있는 반면에 단순히 지역별로 정리되었을 뿐이라는 성격을 보이는 그룹도 혼재하고 있었다. 예를 들어 전일본 대학 야구 선수권 대회 출전에 연결되는 대표 결정에 대해 개별 리그의 우승 학교 및 상위 팀이 대표 결정전에 출전하는 곳도 있고, 리그와는 전혀 무관하게 지역의 모든 학교가 참가하는 대회에서 대표 결정전을 실시하거나 별도의 리그는 실시하지 않고 대표 결정전에 출전만 하는 등 그 방식은 다양했다. 또한 각 지역 연맹(북부, 동부, 중부, 긴키, 서부, 규슈 등)은 처음에는 대부분이 전임 연맹 사무소 사무국을 보유하지 않았고, 그 지역의 유력 학교가 돌아가며 대행하거나 지구 연맹의 유력 학교 집단(특정 리그 자체는 구성·운영하고 있어도 그 리그 단독으로는 당시의 전일본 대학 야구 연맹에서 아직 승인되지 않은 조직)이 담당하는 등 혼란스러운 상태였다.
그러나 그런 지구 소속 학교 속에도 차츰 야구부 활동에 주력하는 유력 학교가 나타나기 시작해 시대의 추이와 함께 참여 학교가 증가함에 따라 구제 리그의 운영 및 인기를 따라가기 위해 지구 연맹에 새로운 리그(연맹)를 결성하고, 리그의 존재 가치를 높이려는 움직임이 커져갔다. 그 때문에 전일본 대학 야구 연맹에서도 서서히 선수권 대회에서 출전권을 확대하는 방향으로 지구 연맹의 재편과 새로운 연맹의 승인(대표 전형의 독립)을 도모해 갔다(전일본 대학 야구 연맹으로서는 대표 전형을 제공하지 않는 연맹은 기본적으로 무단 연맹으로 조직 처리를 하며 그것은 당시도 현재도 마찬가지이다).
따라서 처음에는 지역 전체를 총괄하기 위해 설립된 지구 연맹(북부·동부·중부·서부·규슈)도 새로운 연맹이 전일본 연맹에 정식으로 승인됨에 따라 현재는 대부분의 지구에서 그 역할을 마치고 실질적으로는 소멸에 이르렀다.
그러나 규슈 지역만은 1952년 창설 당시부터 계속되어 현재까지 유일하게 그대로 이어졌고 나중에 독립해 나간 다른 2연맹(규슈 6대학 야구 연맹과 후쿠오카 6대학 야구 연맹)과 함께 규슈 3연맹의 하나로 병존하고 있다.
또한 대학 야구의 경우 고등학교와는 달리 경식 야구만을 총괄하고 있다. 준 경식과 연식 등은 완전히 다른 조직되어 그 내용은 현재는 일본 학생 야구 협회 총괄 산하에는 포함되어 있지 않다(이 연맹 이외의 활동중인 팀의 사정이나 정보 등은 일본의 대학 야구의 설명을 참조),

## 연혁
- 1947년 - 전국 대학 야구 연맹과 전국 신제 대학 야구 연맹이 각각 발족해 각각의 왕좌 결정전과 선수권 대회를 실시함.
- 1952년　- 전국 대학 야구 연맹에 전국 신제 대학 야구 연맹을 통합하는 형태로 전일본 대학 야구 연맹(발족 당시는 명칭이 전국 대학 야구 연맹. 이후에 개칭)이 발족함. 전일본 대학 야구 선수권 대회를 주최해 8월에 개최함.
- 1965년 - 제6회 아시아 야구 대회에 파견할 대표팀 선발전을 11월 10일부터 5일간 실시함. 도쿄 6대학·도토 대학·수도 대학·가나가와 5대학·아이치 대학·간사이 대학 연합·규슈 6대학의 각 선발 팀이 참가함. 도쿄 6·도토·간사이 연합·규슈 6에서 4팀 결승 리그를 실시해, 도쿄 6대학 선발 팀이 3승 1패로 우승해 대표권을 획득함(아시아 대회에서도 우승).
- 1970년 - 일본 학생 야구 협회와 협력하여 메이지 진구 야구 대회의 1회 대회를 개최.
- 1972년 - 미일 대학 야구 선수권 대회를 시작해 전일본 선발 팀이 출전함.
- 1979년 - 재단법인으로 인가.
- 1983년 - 하계 기념 행사로 삿포로에서 전일본 대학 선발 야구 대회를 단발 개최.
- 1991년 - 전일본 아마추어 야구 왕좌 결정전에 참가.
- 1997년 - 전일본 아마추어 야구 왕좌 결정전 종료.
- 2005년 - 세계 대학 야구 선수권 대회에 참가해 전일본 선발 팀을 파견함.
- 2009년 - 11월 22일 아마추어인 대학 야구와 프로 야구 최초의 교류 시합이 되는 U-26 NPB 선발 대 대학 일본 대표의 경기를 개최.

## 운영 대회
매년 봄 각 리그의 우승 학교가 경쟁하는 '전일본 대학 야구 선수권 대회'를 후원한다. 가을에는 마찬가지로 각 리그의 우승팀과 각 리그의 대표 학교에서 복수로 지구 대표를 모아 메이지 진구 야구 대회(메이지 신궁과 공동으로 일본 학생 야구 협회 산하 단체로 협력)가 열린다. 또한 전일본 대학 야구 선수권 대회의 우수 선수로 구성된 전일본 대학 선발 팀을 구성하고 '미일 대학 야구 선수권 대회'(예년 6월 하순 ~ 7월 상순에 개최)와 '세계 대학 야구 선수권 대회'에 나갈 팀 파견과 주최도 행한다.

## 가맹 연맹
전일본 대학 야구 연맹이 직접 관리하는 것은 각 대학 야구 연맹만이며 각 연맹에 소속된 개별 대학 야구부는 전일본 대학 야구 연맹이 아니라 후술하는 각 대학 야구 연맹에 귀속된다.
따라서 각 리그·리그 운영에 대한 규정은 전일본 대학 야구 연맹이 통합적으로 결정·지시하는 것이 아니라 각 연맹의 재량에 따라 결정되어 운영되고 있으며, 세부에서는 리그 별로 여러 가지 점에서 다르다. 대표적인 것으로 다음과 같은 것들이 있다(이 내용은 어디까지나 각 연맹의 사정이나 형편에 의한 운영이 다르기 때문에 전일본 대학 야구 연맹이 지도·명령 등의 간섭을 하는 내용은 서술되어 있지 않다).
1. 가맹 팀의 수와 조건(회원 학교 수와 학부 캠퍼스의 차이에 의한 해당 여부, 대학 팀과 여자 팀의 여부)
2. 등록 학생의 조건(일반적으로 입학 시점에서 17세 이상의 자로서 등록 기간이 연중 4년 이내라는 조건. 그러나 고등 전문학교 4, 5학년 팀의 여부, 단기 대학 학생의 등록 여부, 여자 부원의 등록 여부 등은 개별 규정)
3. 규칙 옵션 세부 사항(금속 배트 사용 및 DH제도의 채용, 몰수 경기 조건 등)
4. 경기 운영(라운드 토너먼트 또는 경기 대회의 선택, 라운드 토너먼트는 어느 캠퍼스로 구성할지, 어떤 전형을 구성 할 것인지, 블록 간의 교체전 등의 실시 유무, 일정 편성 및 사용 구장 등)
또한 산하에 가맹되어 있는 각 연맹 중에서는 전일본 대학 야구 선수권 대회의 출전권이 없는 연맹 리그도 존재하지만 그 자체로는 전일본 대학 야구 연맹의 가맹·승인 기관이 아니기 때문에 각 연맹 내에서 지부의 취급을 받는다. 또한 아래 각 연맹의 전형을 넘은 연맹과 리그 조직도 존재하고 있지만 전일본 대학 야구 연맹의 조직 운영과는 아무런 관계가 없는 임의 단체가 된다.
각 지역의 재구성과 독립의 경위와 변천 내용은 전일본 대학 야구 선수권 대회의 출전권과 완벽하게 연계되어 있기(연맹 내부에서 지부 운영은 제외) 때문에 해당 연도의 연혁을 참조할 것.
- 홋카이도 지구
  - 홋카이도 학생 야구 연맹
  - 삿포로 학생 야구 연맹
- 도호쿠 지구
  - 북 도호쿠 대학 야구 연맹
  - 센다이 6대학 야구 연맹
  - 남 도호쿠 대학 야구 연맹
- 간토·고신에쓰 지구
  - 간코신 학생 야구 연맹
  - 지바 현 대학 야구 연맹
  - 도쿄 6대학 야구 연맹
  - 도토 대학 야구 연맹
  - 수도 대학 야구 연맹
  - 도쿄 신 대학 야구 연맹
  - 가나가와 대학 야구 연맹
- 호쿠리쿠·도카이 지구
  - 도카이 지구 대학 야구 연맹
  - 아이치 대학 야구 연맹
  - 호쿠리쿠 대학 야구 연맹
- 간사이 지구
  - 간사이 6대학 야구 연맹
  - 간사이 학생 야구 연맹
  - 긴키 학생 야구 연맹
  - 게이지 대학 야구 연맹
  - 한신 대학 야구 연맹
- 주고쿠 ·시코쿠 지구
  - 주고쿠 지구 대학 야구 연맹
  - 히로시마 6대학 야구 연맹
  - 시코쿠 지구 대학 야구 연맹
- 규슈 지구
  - 후쿠오카 6대학 야구 연멩
  - 규슈 6대학 야구 연맹
  - 규슈 지구 대학 야구 연맹